# Chobits
Chobits (ちょびっツ Chobittsu?) es un manga creado por el colectivo CLAMP. Fue publicado por Kōdansha en la revista Young Magazine durante el febrero del 2001 al noviembre de 2002, recopilándose en ocho volúmenes. A diferencia de la mayoría de las historias de CLAMP, Chobits es una serie seinen comúnmente confundida con shōjo, debido a sus fuertes temas románticos y por su estilo. Chobits fue adaptado a anime en 2002 por los estudios Madhouse y consta de 26 capítulos.

## Argumento
Hideki Motosuwa, un joven de 18 años, vivía en las afueras de Tokio en el campo hasta que suspendió su examen de entrada en la Universidad, por ello decide prepararse para intentarlo de nuevo y se muda a la ciudad.
Al llegar a Tokio, se da cuenta de que casi todas las personas poseen Persocons, que son computadoras con forma humana, lo que las hace más atractivas para los compradores. La única diferencia física que tienen estos ordenadores con respecto a los humanos son sus orejas, que sirven como puertos de acceso al sistema operativo del persocon. Las Persocons pueden ser utilizadas para ejecutar programas, guardar datos, entrar a Internet, al igual que cualquier ordenador, pero con la diferencia de que además pueden servir de compañía, ya que actúan como seres humanos hasta un cierto punto, pero carecen de sentimientos.
Hideki queda maravillado con las Persocons, desafortunadamente no cuenta con mucho dinero, por lo que le es imposible adquirir una. Sin embargo, la noche de su llegada (seis meses después de llegar según el manga), mientras va de regreso a casa, ve el cuerpo de una joven de pelo rubio cubierto por vendas blancas tirado junto a la basura. Lo primero que piensa es que alguien la ha asesinado, pero luego se fija en la forma de sus orejas y se da cuenta de que es una Persocon abandonada. Decide llevarla a su casa y comprobar si la puede hacer funcionar, sin darse cuenta de que en el lugar queda un pequeño disco.
Una vez en su casa, y después de muchos intentos, Hideki logra hacerla funcionar, y al despertar lo único que puede decir es "Chii". Por ello, Hideki decide bautizarla con ese nombre.
Más adelante, Hideki descubre que es posible que Chii sea una Persocon de la serie "Chobits", un tipo de Persocon legendario, ya que jamás se ha sabido de uno real. Las Chobits se caracterizan por poseer conciencia y una mente a la que le es indiferente tener o no instalado un sistema operativo, además de que, se rumorea, que son Persocons capaces de procesar sentimientos.
En el transcurso de la historia, Hideki conoce a más amigos, que están extrañamente conectados de formas distintas a sus Persocons, y se va dando cuenta de cuánto puede hacer feliz una Persocon y cuánto puede lastimar. También advierte que sus sentimientos hacia Chii son algo fuera de lo común y tienen que pasar una prueba para que puedan estar juntos por siempre, pero siempre enfrentando una terrible duda: ¿Puede una entidad que no es humana ser vista como una compañera sentimental?

## Personajes
Lista de los personajes a conocer del manga y anime Chobits. Debajo del nombre de los personajes están los nombres de los Seiyû/actores de doblaje en este orden: Japón / España
- Hideki Motosuwa (本須和 秀樹 Motosuwa Hideki?)

Voces de: Tomokazu Sugita / Pablo Sevilla
Es el protagonista de la historia. Siempre está dispuesto a ayudar a los demás, aunque es bastante tímido, sobre todo en el trato con las mujeres. A lo largo de la historia se verá atrapado en distintas situaciones que le harán quedar como un pervertido, debido a que su inexperiencia con mujeres hace que se excite sexualmente por nimiedades. Como creció solo en el campo, tiene la manía de hablar solo, ello le lleva a más de una situación incómoda en la serie.
Su cumpleaños es el 3 de septiembre. Su signo zodiacal es Virgo.
- Chii (ちぃ Chii?)

Voces de: Rie Tanaka / Nuria Trifol
Su verdadero nombre es Elda (se pronuncia "Eruda"). Es la Persocon encontrada por Hideki, creada por Hibiya y su esposo. En un principio sólo sabe decir "Chii" - de ahí su nombre - pero a medida que avanza la historia aprende a hablar y a realizar las actividades básicas de una Persocon normal. Como Chii aprende lo que le enseña Hideki o simplemente imitándolo, a veces hace cosas que no sabe que no se deben hacer. Su origen esconde un secreto muy especial.
- Chitose Hibiya (日比谷 千歳  Hibiya Chitose?)

Voces de: Kikuko Inoue / Nuria Doménech
Es la casera o administradora de la pensión Gabu Jougasaki donde viven Hideki y Shinbo. Heredó la residencia de su esposo al morir y ahora es su fuente de ingresos. Siempre amable y generosa con todos, especialmente con Hideki y Chii. Tuvo un importante trabajo relacionado con los Persocons y sabe mucho del tema pero no posee uno propio.
- Hiromu Shimbo (新保弘 Shinbo Hiromu?)

Voces de: Tomokazu Seki / Albert Trifol Segarra
Amigo y compañero de clases de Hideki. Gracias a lo extrovertido y amable que es Shimbo, Hideki logra adaptarse con facilidad a su nueva vida en Japón. Vive en la misma residencia, en un departamento contiguo al de Hideki. Es su mejor amigo y además sirve junto con Minoru de ayudante para aprender más sobre Chii. Su compañera es Sumomo, una persocon móvil muy práctica. Tiene gustos similares a Hideki, como Persocons, videojuegos y pornografía, pero es más maduro y listo.
- Sumomo (すもも Sumomo?,  Ciruela en la edición española de Editorial Norma)

Voces de: Motoko Kumai / Elisabet Bargalló
Es la Persocon portátil de Shinbo. Mide 16 centímetros y su modo de stand-by es siempre activa y en movimiento. A pesar de ser muy inquieta y escandalosa es muy útil ya que Shimbo la ha equipado para múltiples tareas, como ser instructora de gimnasia, traductora de idiomas y le ha instalado un sistema GPS que le permite salir por la ciudad y ubicar diferentes lugares con facilidad. Cuando Shimbo se va de viaje junto a Takako, Sumomo queda a cargo de Hideki, por lo que gran parte del tiempo está ayudando a Chii en sus labores o acompañando a Kotoko.
- Minoru Kokubunji (国分寺 稔 Kokubunji Minoru?)

Voces de: Houko Kuwashima / José Antonio Torrabadella
Un estudiante de secundaria, intelectualmente superdotado, millonario y retraído, experto en Persocons que por recomendación de Shimbo ayuda a Hideki a descubrir el gran misterio que contiene Chii. Minoru tiene un pasado de sufrimiento porque cuando era pequeño, su hermana mayor, Kaede Saitou, falleció por una grave enfermedad. Por esto construye a una Persocon igual a su hermana fallecida, llamada Yuzuki, y archiva en su memoria recuerdos, manías y actitudes de su hermana pues no puede superar la muerte de su hermana. Sin embargo, lo logra al final de la serie, aceptando a Yuzuki como alguien diferente a Kaede, que lo entiende y lo apoya en sus decisiones.
- Yuzuki (柚姫 Yuzuki?)

Voces de: Orikasa Fumiko / Marta Barbará
Principal Persocon de Minoru. Hecha de forma manual por él. Sus capacidades superan con creces a las Persocons comunes, pero aun así no llega a tener el poder de las Chobits o de Dita y Jima. Interiormente posee el conflicto de poseer gran cantidad de información sobre la hermana de su maestro sin poder, a pesar de ello, convertirse en ella. Como éste es el propósito de su creación lo ve como su objetivo y se esfuerza en lograrlo, ya que según sus ideas si no le es posible lograrlo, no hay razón para que Minoru la conserve. Sin embargo, Minoru supera su trauma y valora a Yuzuki como alguien distinta.
- Takako Shimizu (清水多香子 Shimizu Takako?)

Voces de: Ryōka Yuzuki / Gemma Ibáñez
Profesora de Hideki y Shinbo. Ha sufrido durante su vida, ya que el hombre con quien se casó se enamoró del Persocon que poseía, abandonándola por ella. Es muy dedicada a su labor, aunque tiene la costumbre de tratar a sus alumnos como niños pequeños, y eso tiene una razón: su sueño era ser profesora de primaria pero su esposo se lo impidió. Al poco comenzar el año, se conocerá mejor con Shinbo y comenzará una amistad que se transformará en un amor lo suficientemente fuerte como para superar el dolor de Takako y la diferencia de edad en ambos.
- Yumi Omura (大村裕美 Ōmura Yumi?)

Voces de: Megumi Toyoguchi / Roser Vilches
Amiga y compañera de trabajo de Hideki. En el anime es hija del dueño de la posada "Yorokonde!". Usa un Persocon muy rudimentario y sin capacidades como son la de interacción social, muy similar a un pendrive, ya que por razones personales teme que los Persocon acaben siendo el sustituto de los humanos. Por ello, intenta mantener la mayor distancia posible con estos. En general, su personalidad es muy alegre, y aprovecha a veces el gran tamaño de sus pechos para molestar a Hideki. Siempre se refiere a Hideki como "Sempai".
- Hiroyasu Ueda (植田 弘康 Ueda Hiroyasu?)

Voces de: Yuji Ueda / Claudio Domingo
Dueño de la pastelería, en la que Chii entra a trabajar. Cree en la humanidad de Chii ya que hace años él se casó con una Persocon con quien vivió feliz hasta que un triste accidente lo dejó viudo. Es un hombre amable de casi cuarenta años (aunque no lo aparenta) siempre dispuesto a ayudar a los demás. Entre Yumi y el habrá una difícil historia de amor, condicionada por la relación que una vez tuvo con su esposa Persocon.
- Kojima Yoshiyuki (小島 良由起 Kojima Yoshiyuki?)

Voces de: Jun'ichi Suwabe / ?
También conocido como Dragon-Fly (libélula), es un pirata informático muy conocido en la red. Posee muchos Persocons hechos por él mismo especialmente para hackear redes y otros computadores. Es el dueño de Kotoko y está muy interesado en revelar los secretos de Chii. Sus Persocons de diseño propio se reconocen porque en general los viste con una moda de tendencia china o bien los adorna con cascabeles.
- Kotoko (琴子 Kotoko?)

Voces de: Yukana Nogami / ?
Es la Persocon portátil de Dragon-Fly. Mide lo mismo que Sumomo y en su modo stand-by analiza cualquier acción o actitud extraña de las Persocons, se viste con ropas chinas adornadas con cascabeles y es muy estricta y exigente, al punto de llegar a delatar a su dueño cuando miente, ya que ha sido programada para ser honesta. Después de que Dragon-Fly secuestra a Chii, Hideki la lleva a vivir a su departamento, ya que en su memoria están las pruebas del secuestro de Chii y con ellas garantiza el buen comportamiento y cooperación de su dueño. Continuamente tiene conflictos con Sumomo, ya que el carácter de ambas es muy diferente, aun así esto no quita que le tenga un gran aprecio.
- Jima (ジーマ Jima?,  Zimma en la edición española de Editorial Norma)

Voces de: Isshin Chiba / Oriol Rafel
Uno de los pocos Persocon hombres que se ven en la serie y uno de los Persocons con más capacidad de almacenaje de datos, es el núcleo de la red (equivalente a la Internet) y el encargado de encontrar a Chii y detenerla. Junto con Dita, son los únicos Persocons que igualan en poder a los míticos Chobits, su apariencia es la de un joven alto vestido de negro. Sus amos fueron quienes encargaron al inventor de los chobits crear a los Persocons, ahora ha sido enviado a detener al último de ellos, ya que según le dijeron sus amos, en el momento cuando el último chobits se enamore de un humano, se conectará a toda la red y activará un programa que afectará a todas las persocons. Este programa tiene consecuencias desconocidas. Obedeciendo su programación, Jima ha buscado a este Persocon junto con Dita por todo el mundo, pero su sentido del análisis le ha hecho razonar que si el hombre la creó la veía como su hija, no podría encomendarle llevar a cabo alguna labor maligna, ya que un padre desea solo lo mejor para sus hijos. Por lo mismo y para comprender la situación, continuamente deja a Hideki y sus amigos pistas sobre el origen de Chii, para entenderlos mejor y poder vislumbrar el secreto de la misión de Chii que sus amos se obstinan en no querer develar. Está enamorado de Dita, por lo que se cuestiona si dos ordenadores pueden amarse.
- Dita (ディタ Dita?)

Voces de: Yuka Tokumitsu / ?
Es el sistema de seguridad que protege a la red, es decir a Jima, implacable contra quien intenta hackearlo. Su aspecto es el de una quinceañera vestida con ropa de cuero negro. A diferencia de Jima, no le interesa razonar sobre su misión y sus consecuencias, lo único que desea es protegerlo, por ello ve como una amenaza hacia su labor y a la seguridad de su compañero el que exista un Persocon capaz de hackear la totalidad de la red de una sola vez. No acepta las relaciones entre humanos y Persocons, ya que no es capaz de verlos como iguales.Parece corresponder los sentimientos de Jimma.
- Freya

Voces de: Rie Tanaka / Nuria Trifol
Es la hermana gemela de Chii, llamada también "Dark Chii". Fue el primer Chobits creado por Hibiya y su esposo, ante la imposibilidad de que la pareja tuviera hijos, decidieron crearla con la capacidad de sentir. Posteriormente, crearían a su hermana Elda (Chii), cuya función sería acompañarla. Originalmente era ella quién debía conectarse a la red al encontrar a alguien a quien amar, pero se enamoró de su creador, quien era el esposo de Hibiya y la veía como su hija, por lo cual su sistema colapsó al no poder estar con él. Antes de que Freya se autodestruyera, su hermana Elda decidió protegerla descargando su consciencia dentro de sí misma para permanecer siempre juntas. En general se presenta como una muchacha similar a Chii, pero sus vestimentas son siempre negras y de diseño gótico y al estar dentro de Chii, ahora comparte con ella todas sus habilidades y objetivos.
- Ichirō Mihara (三原 一郎, Mihara Ichirō, Icchan)

Es el esposo muerto de Chitose Hibiya. Creó con ella a los persocons y a Chii y Freya. No se aclara del todo si es el mismo personaje que años antes apareció en Angelic Layer o una versión alternativa.
- Atashi  (あたし?)

Es uno de los personajes del libro "La ciudad vacía" que Chii siempre lee y que parece darle pistas sobre su origen y misión. Es un pequeño ser de color rosado claro y orejas largas que busca a alguien especial viajando entre ciudades vacías, preguntándose si lo podrá encontrar o si lo reconocerá. Entre los paralelismos formados con la vida real, además de que sus orejas semejan el peinado de Chii, su manera de relacionarse con otros nos ayuda a entender con el tiempo que este personaje representa a Chii.
En japonés hay varias formas de decir "Yo" y una de ellas es "Atashi". Lo usan únicamente las mujeres (sobre todo jóvenes) y tiene caráctar informal y “kawaii” (cute / mono).
Más adelante es develado que la autora de los libros es mismísima Chitose, haciéndolos con la esperanza de ayudar a Chii.
- Watashi  (わたし、私?)

Es el otro personaje del libro de Chii, es igual en aspecto a Atashi, pero su color es rosado oscuro. En la historia se presenta ante Atashi para hacerle preguntas y plantearle dilemas referidos a su búsqueda de la persona idónea para él. Representa a Freya en la vida real.
Al igual que el nombre de "Atashi", el significado de su nombre es "Yo" en japonés pero tiene un carácter formal y lo usan tanto hombres como mujeres. Es la forma que se usa normalmente para decir “Yo”.

## Contenido de la obra

### Manga
Chobits se publicó en Japón del febrero de 2001 al noviembre de 2002 en la revista Weekly Young Magazine de la editorial Kōdansha, y fue recopilado en 8 tankōbon. El manga también ha sido publicado en Estados Unidos por Tokyopop, en Francia por Pika Édition, en Italia por Editions Star Comics y en Alemania por Egmont Manga and Anime. En España, fue publicada desde el noviembre del 2002 al enero del 2004 por Norma Editorial y en México del diciembre de 2004 al mayo de 2005 por Grupo Editorial Vid.
En Argentina, se comenzó a publicar de la mano de Utopia Editorial en marzo de 2020 y en marzo del 2023 se realizío una reedición mexicana por parte de la editorial Kamite.
En 2015 la serie fue compilada por Norma Editorial en una nueva edición de 4 volúmenes. El libro de ilustraciones de la serie titulado Your Eyes Only también fue publicado previamente por la editorial española.

### Anime
| Director             | Morio Asaka     |
| Dirección artística  | Chikako Shibata |
| Diseño de personajes | Hisashi Abe     |

La adaptación al anime de Chobits fue realizada por los estudios Madhouse y su transmisión en Japón fue del 2 de abril al 24 de septiembre del 2002 por el canal TBS. El anime también ha sido transmitido en Estados Unidos y Portugal por Animax, en Corea por Anione y en Francia por Europe 2 TV. En España se transmitió en 2008, por los canales Animax España y Buzz para retransmitir en Puerto Rico y Estados Unidos en Telemundo.

#### Temas
- Opening
  - "Let Me Be With You" por ROUND TABLE featuring Nino.
- Endings
  - "Raison D'être" por Rie Tanaka (ep 1-12)
  - "Ningyo Hime" por Rie Tanaka (ep 13-23)
  - "I hear you everywhere" por Rie Tanaka (ep 26 final).
  - "Katakoto no Koi" por Tomokazu Sugita y Rie Tanaka (ep 26 final).
  - "Book end Bossa" por ROUND TABLE featuring Nino (Chibits).

### Videojuegos
En 2002, Marvelous Entertainment lanzó en Japón un juego basado en Chobits para GameBoy Advance titulado Chobits: Atashi Dake no Hito. El juego estaba disponible con una GameBoy Advance azul claro con una calcomanía de Chii sobre los botones A+B y un logotipo de Chobits sobre el D-Pad. En 2003, Broccoli lanzó para PlayStation 2 el juego Chobits: Chii Dake no Hito.